# Brendan Moloney
Brendan Moloney, född 18 januari 1989, är en irländsk fotbollsspelare som spelar för Yeovil Town som försvarare.